# Unidad de Pasos Fronterizos
La Unidad de Pasos Fronterizos (UPF) es un organismo estatal chileno encargado de los pasos fronterizos del país.
Fue creada el 29 de noviembre de 1991 por el presidente de la República Patricio Aylwin Azócar, que mediante el Oficio Circular N° 573, impartió las instrucciones sobre el funcionamiento de los complejos fronterizos y radicó su administración y coordinación en el Ministerio del Interior. Para ello, se estableció una comisión presidida por el subsecretario del Interior formada por todas aquellas reparticiones y servicios públicos directamente vinculados al movimiento terrestre de personas, mercancías y vehículos. Esta comisión, fue posteriormente ampliada por el presidente, Eduardo Frei Ruiz-Tagle mediante circular N° 013, de diciembre de 1994.